# William Brimage Bate
Pour les articles homonymes, voir Bate.
William Brimage Bate (7 octobre 1826 - 9 mars 1905) est un soldat américain et un politicien. Il est gouverneur du Tennessee de 1883 à 1887, et ensuite est sénateur des États-Unis de 1887 jusqu'à sa mort. Pendant la guerre de Sécession, il combat du côté des États confédérés et atteint du grade de major général, commandant une division de l'armée du Tennessee. Bate participe à plusieurs batailles pendant la guerre, et est sérieusement blessé à deux occasions.

## Avant la guerre
Bate naît à Bledsoe's Lick (maintenant Castalian Springs (en)) dans le comté de Sumner, Tennessee, et le fils de James H. Bate et d'Amanda Weatherred Bate. Il suit sa scolarité dans une école faite en rondins appelée la « Rural Academy ». Son père meurt lorsqu'il a 15 ans, et il quitte la maison pour trouver du travail. Il trouve finalement un travail de commis à bord d'un bateau à valeur, Saladin, qui fait des allers-retours sur le Cumberland, l'Ohio, et le Mississippi entre Nashville et la Nouvelle Orléans.
Alors que son bateau à valeur est amarré à la Nouvelle Orléans, les bruits du début de la guerre américano-mexicaine surviennent, et Bate s'engage dans un régiment de Louisiane. Quand son engagement arrive à son terme quelques mois plus tard, il se réengage avec le grade de lieutenant dans la compagnie I du 3 rd Tennessee Volunteer Infantry. Il accompagne le général Joseph Lane pendant plusieurs raids à la poursuite de Santa Anna à la fin de la guerre.
Après la guerre, Bate retourne dans la ferme familiale dans le comté de Sumner et fonde un journal pro-démocrate, le Tenth Legion, dans les environs de Gallatin. Il est élu à la chambre des représentants du Tennessee en 1849. En 1852, il obtient son diplôme de droit de la Cumberland School of Law (en) (maintenant située à Lebanon, Tennessee), et il est admis au barreau. Après l'amendement de la constitution de l'État pour permettre l'élection directe des officiers judiciaires en 1854, Bate est élu procureur général pour le district de Nashville.
Bate fait campagne pour le candidat démocrate à l'élection de gouverneur Andrew Johnson en 1855, et est un électeur pour le candidat démocrate du Sud à la présidence John C. Breckinridge en 1860. On lui offre une nomination pour le district au Congrès en 1859, mais décline l'offre. Il est un fervent partisan de la sécession dans les années qui mènent à la guerre de Sécession.

## Guerre de Sécession
À la suite de la bataille de Fort Sumter en avril 1861, Bate s'engage dans une compagnie privée à Gallatin, et est élu capitaine. Au début de mai, après l'alignement du Tennessee sur la Confédération, Bate est élu colonel du 2nd Tennessee Infantry. Cette unité est rapidement envoyée en Virginie, où elle fait partie des forces qui gardent le Richmond, Fredericksburg and Potomac Railroad. Bate participe à la bataille d'Aquia Creek le 30 mai 1861. Lors de la première bataille de Bull Run (première bataille de Manassas) en juillet 1861, Bate est dans la brigade de réserve de Theophilus Holmes dans l'armée confédérée du Potomac.
L'unité de Bate reste à proximité de la rivière Potomac jusqu'en février 1862, quand, à sa demande, son unité est transférée sur le théâtre occidental. Le 2nd Tennessee est affecté à l'armée du Mississippi commandée par Albert Sidney Johnston, qui mène des opérations dans la région de Corinth. L'unité de Bate marche vers le nord avec l'armée du Mississippi dans une tentative de contrer l'avance d'Ulysses S. Grant lors de la bataille de Shiloh en avril 1862. Bate est blessé sévèrement à la jambe pendant la première journée des combats, et un chirurgien de l'armée lui indique qu'il est nécessaire de l'amputer pour lui sauver la vie. Bate sort son pistolet, menaçant le chirurgien, et garde sa jambe. Bien qu'il survive, il est invalide pendant plusieurs mois, et boitera le reste de sa vie. Plusieurs proches de Bate sont tués à Shiloh, et son cheval est abattu alors qu'il le monte.
Après plusieurs mois de convalescence à Columbus, Mississippi, Bate est promu brigadier général le 2 octobre 1862. Au commencement, il est affecté à un service loin des frontières dans le nord de l'Alabama, mais quand il demande à retourner au combat, le général Braxton Bragg crée une brigade d'infanterie pour lui au sein de l'armée du Tennessee. Il prend part à la campagne de Tullahoma, et participe à la bataille de Hoover's Gap en juin 1863. Pendant cette période, les chefs confédérés du Tennessee offrent à Bate une nomination de gouverneur pour remplacer le gouverneur Isham G. Harris, mais Bate décline l'offre, préférant rester sur le front.
À la bataille de Chickamauga, Bate est engagé dans une escarmouche avec des forces ennemies qui entament le combat le soir du 18 septembre 1863. Lors des combats intenses qui surviennent le lendemain, trois de ses chevaux sont tués sous lui. Pendant la réorganisation de l'armée du Tennessee après cette bataille, Bate prend le commandement de la division de John C. Breckinridge (Breckinridge est promu commandant de corps). Bate commande cette division à la bataille de Missionary Ridge en novembre 1863.
En récompense de ses services lors de la campagne de Chattanooga, Bate est promu major général le 24 février 1864. Cet été là, sa division prend part à la campagne d'Atlanta, et participe aux batailles de Resaca, New Hope Church, Kennesaw Mountain, et Peachtree Creek, ainsi qu'à la principale bataille d'Atlanta le 22 juillet 1864. À la bataille d'Utoy Creek le 6 août 1864, Bate utilise une supercherie qui déjoue la principale attaque de l'Union. Il est blessé au genou lors d'une escarmouche à Willis' Grist Mill près d'Atlanta le 10 août 1864, et est alité à Barnesville, Georgia, pendant plusieurs semaines,.
Bate rejoint sa division à temps pour participer à l'invasion du Tennessee du général John B. Hood fin 1864. À la bataille de Franklin le 30 novembre 1864, il perd près de 20 % de sa division, et son cheval est une nouvelle fois tué sous lui. Il commande le flanc droit du général Benjamin F. Cheatham à la bataille de Nashville deux semaines plus tard.
La division de Bate reste avec le corps de Cheatham pendant la campagne des Carolines en 1865, au cours de laquelle il combat à la bataille de Bentonville en mars 1865. Bate et ses hommes se rendent à Bennett Place près de Greensboro, Caroline du Nord. Pendant la guerre, il aura été blessé trois fois et a eu six chevaux tués sous lui.

## Gouverneur
Après la guerre, Bate reprend l'exercice du droit à Nashville en association avec le colonel Frank Williams. Il reste actif en politique, travaillant pour le comité démocrate de l'État et le comité exécutif démocrate national à la fin des années 1860. Il est élu au sénat des États-Unis en 1875, 1877, et 1881, et est un électeur pour le candidat présidentiel Samuel J. Tilden en 1876.

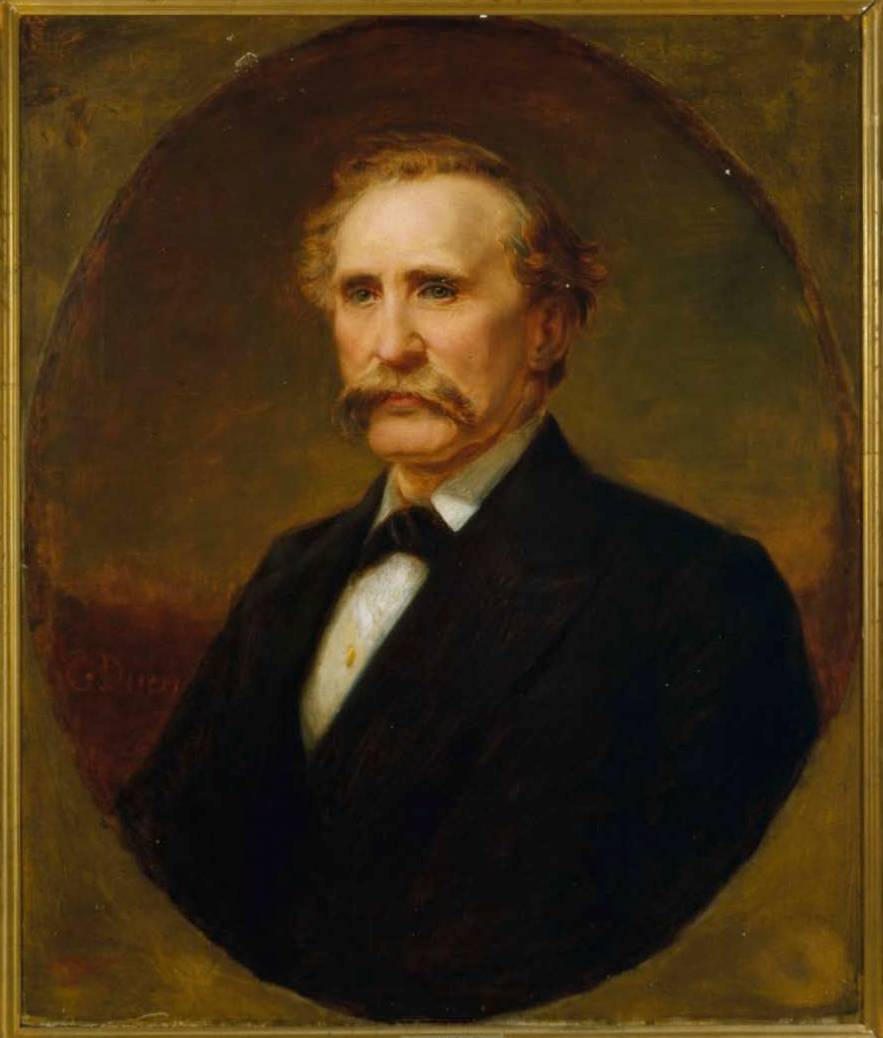
Portrait du gouverneur Bate par George Drury.

Pendant les années 1870 et au début des années 1880, le gouvernement de l'État du Tennessee croule sous les dettes, qui ont été accumulées au fil des décennies précédentes par le recours à l'emprunt pour l’amélioration et la construction du chemin de fer. La panique de 1873 anéantit les revenus de la taxe foncière de l'État, et il fait défaut sur ses emprunts en 1875. Au début des années 1880, le parti démocrate de l'État se scinde en deux factions sur le sujet de la résolution de la crise : ceux qui pensent que l'État doit faire face au paiement de sa dette à tout prix pour préserver la capacité d'emprunt de l'État (connus sous l’appellation des démocrates « grande taxe » ou « crédit d'État ») et ceux qui croient que le paiement complet est infaisable et pensent à un paiement partiel (connus sous l'appellation démocrates « petite taxe »). Lors de la course pour l'élection du gouverneur de 1880, chaque faction nomme son propre candidat, causant une répartition des votes démocrates et permettant l'élection du républicain Alvin Hawkins (en).
Lors de la course pour l'élection du gouverneur de 1882, la faction démocrate bourbon de l'État, menée par le gouverneur précédent Isham Harris, se rallie à la faction « petite taxe », qui nomme Bate comme son candidat. Bate propose de payer 50 % des bons détenus par les chemins de fer (certains dont on pense qu'ils ont été obtenus frauduleusement lors de l'administration Brownlow), et de payer l'intégralité des bons détenus par les écoles, les œuvres de charité, et Sarah Childress Polk, la veuve de James K. Polk. Les démocrates « grande taxe » nomment leur propre candidat, Joseph Fussell. Bate remporte l'élection avec 120 637 voix contre 93 168 pour le sortant, Hawkins, et 9 660 pour le candidat Greenback John Beasley, et 4 814 pour Fussell.
Avec sa prise de poste, Bate signe la loi qui confirme son plan sur la dette, résolvant définitivement le problème de la dette qui a miné l'État pendant une décennie. Néanmoins, il reste encore une colère importante sur la façon dont la crise a été résolue, menaçant les chances de réélection de Bate en 1884. Le candidat républicain, le juge de Nashville Frank T. Reid, monte une forte campagne, mais Bate est capable de remporter les élections par un vote de 132 201 voix contre 125 246.
Pendant son premier mandat, Bate signe une loi créant la commission de l'État sur les chemins de fer pour réguler les tarifs ferroviaires. Les fermiers, qui jugent les tarifs de fret trop élevés, la soutiennent tandis que les compagnies s'y opposent. La loi portant création de cette commission est abrogée en 1885, mécontentant les fermiers, et hypothéquant les chances de maintien des démocrates à la tête du bureau du gouverneur aux élections de 1886.

## Fin de vie
Après la démission du sénateur Howell Jackson (en) en 1886, Bate nomme Washington C. Whitthorne pour finir son mandat, qui doit expirer en mars 1887. L'assemblée générale du Tennessee élit alors Bate pour remplir le siège au Sénat. Il est réélu en 1893, 1899, et 1905. Pendant ses mandatures, il est président du comité d’amélioration du fleuve Mississippi et de ses tributaires lors du 53e congrès (en), et président du comité de santé publique et de la quarantaine nationale lors des deux sessions suivantes. Il soutient l'abaissement des impôts, et favorise le financement des écoles publiques, du bureau météorologique des États-Unis, et du corps des communications de l'armée. Il vote pour l'admission de l'Oklahoma, de l'Arizona, et du Nouveau-Mexique en tant qu'États.
Peu après l'élection pour son quatrième mandat, Bate participe la l'inauguration du Président Theodore Roosevelt le 4 mars 1905, où il pense avoir attrapé un rhume. Il meurt de pneumonie quelques jours plus tard le 9 mars 1905. Son corps est transporté à Nashville dans un train spécialement affrété, et il est enterré dans le cimetière du Mont Olivet. Les membres du Frank Cheatham Bivouac, qui comprend les vétérans confédérés survivants tirent une salve d'honneur sur sa tombe.

## Famille
Le grand-père paternel du gouverneur Bate, le colonel Humphrey Bate (1779-1856), est un des premiers colons du comté de Sumner. Le nom intermédiaire du gouverneur Bate provient de sa grand-mère paternelle (la première femme du colonel Humphrey Bate), Elizabeth Brimage. Après la mort d'Elizabeth Brimage, le colonel Humphrey Bate se remarie avec Anna Weatherred, la sœur de la mère du gouverneur Bate, Amanda. Plusieurs proches du gouverneur Bate, y compris son frère, le capitaine Humphrey Bate (1828-1862), sont tués ou blessés lors de la bataille de Shiloh. Le docteur Humphrey Bate (en) (1875–1936), un cousin du gouverneur Bate, est un joueur d'harmonica reconnu et le chef d'un String band (en), et est l'un des premiers musiciens à jouer pour le Grand Ole Opry dans les années 1920,.